# 姚家店镇
姚家店镇，是中华人民共和国湖北省宜昌市宜都市下辖的一个乡镇级行政单位。

## 行政区划
姚家店镇下辖以下地区：
姚家店社区、刘家嘴村、莲花堰村、过路滩村、枫相树村、长岭岗村、黄莲头村、张家冲村、油榨坪村、新桥河村和姚家店村。